# Národní a univerzitní knihovna ve Štrasburku
Národní a univerzitní knihovna ve Štrasburku (francouzsky Bibliothèque nationale et universitaire de Strasbourg (BNU)) je vedle Francouzské národní knihovny jedinou francouzskou knihovnou, nesoucí přízvisko národní. Již od roku 1918 je druhou francouzskou knihovnou (právě po národní knihovně v Paříži) co do velikosti sbírek. Ty čítají kolem 1,1 milionu "historických" publikací (vydaných před rokem 1920) a více než 4 miliony publikací "soudobých". Jak napovídá její jméno, knihovna slouží jednak jako jedna z knihoven Štrasburské univerzity, a jednak jako knihovna pro veřejnost. Její sbírky pokrývají disciplíny humanitních a sociálních věd a zvláště rozsáhlé jsou ty týkající se kulturních studií, religionistiky, starověkých a evropských dějin, germanistiky a alsaštiny. Zároveň má BNU právo povinného výtisku pro publikace z départementů Bas-Rhin a Haut-Rhin (odpovídajících regionu Alsasko).
Knihovna vznikla v roce 1871 jako Císařská univerzitní a zemská knihovna (Die Kaiserliche Universitäts- Und Landesbibliothek) v období, kdy byl Štrasburk součástí Německého císařství. Po první světové válce, v roce 1919, přešla i s Alsaskem (a Lotrinskem) pod francouzskou správu, v níž zůstala s výjimkou období let 1940-1944. Své současné jméno knihovna oficiálně získala v roce 1926.

## Budovaa sbírky knihovny

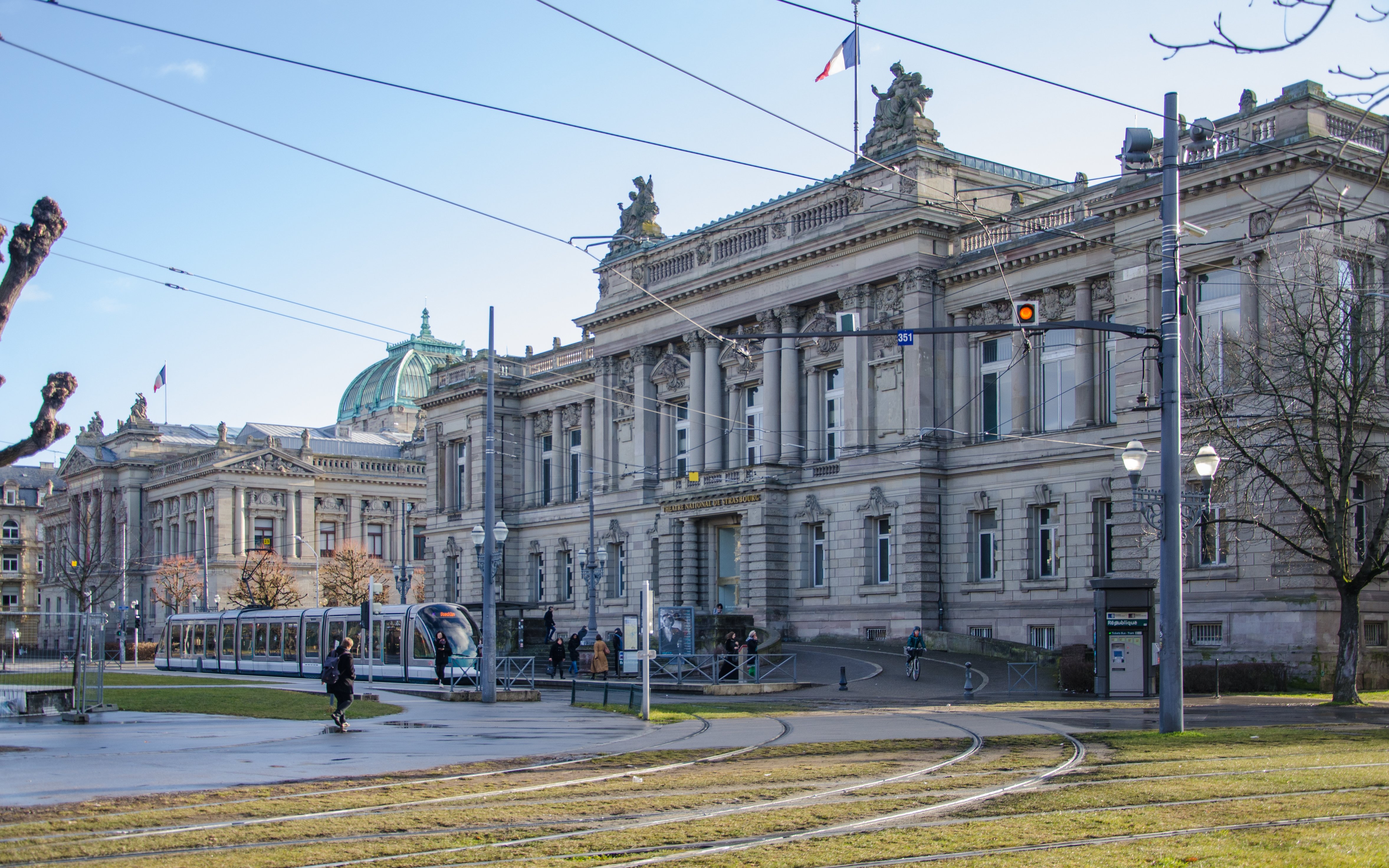
Národní divadlo ve Štrasburku a Národní a univerzitní knihovna ve Štrasburku na Place de la République

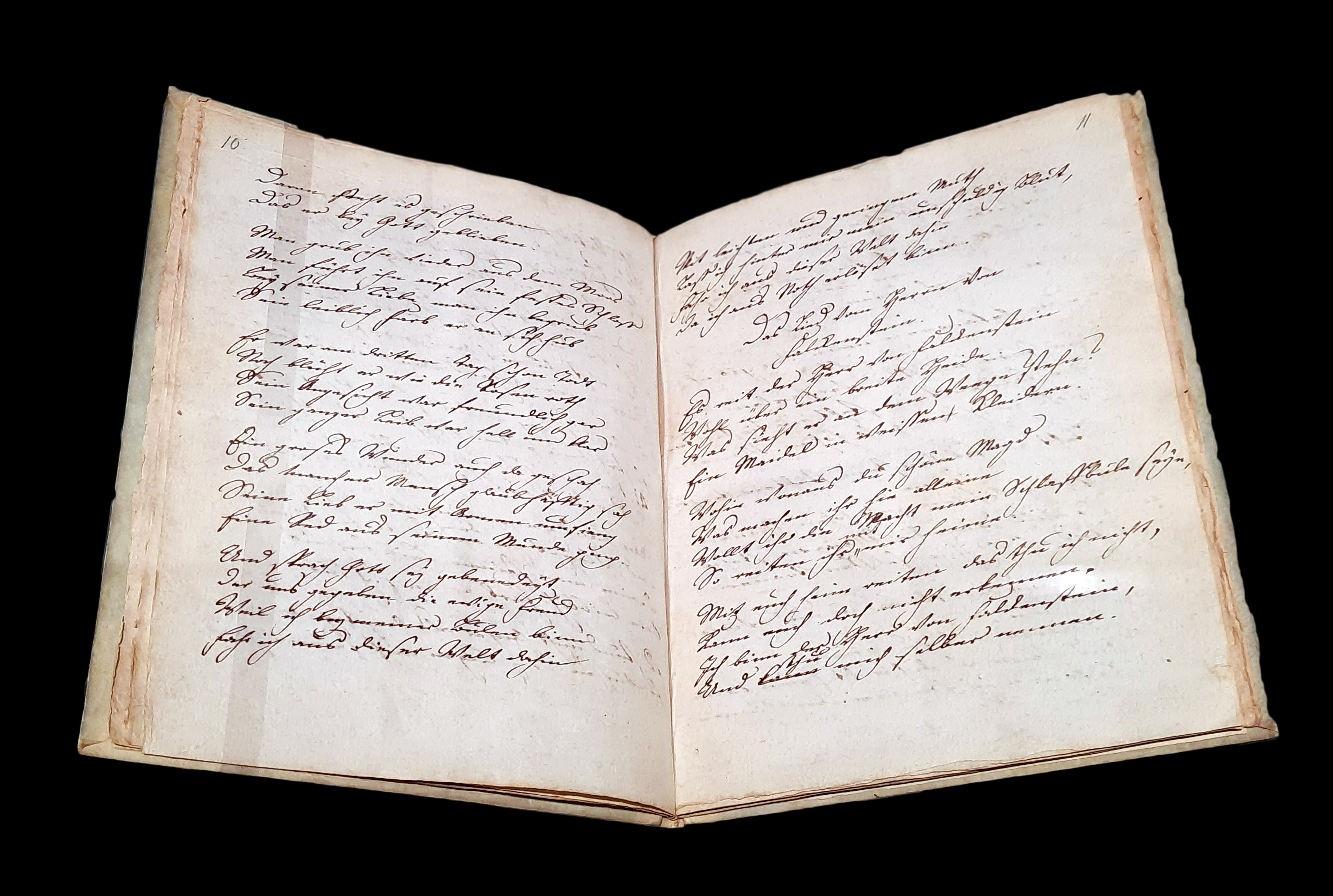
Příklad alsatique: Německy psaná kniha lidových písní, jež Goethe sesbíral v Alsasku

Budova knihovny se nachází na Place de la République, ve štrasburské čtvrti Neustadt (Nové město) založené během období vlády Německého císařství jako nové centrum města a zapsané na seznam památek světového dědictví organizace UNESCO. Byla postavena mezi lety 1889 a 1894 německými architekty Hartelem a Necklelmannem ve stylu italské renesance. V roce 1996 byly historické exteriéry budovy knihovny klasifikované jako monument historique (ekvivalent ke kulturní památce či národní kulturní památce v Česku) a v roce 2004 byly stejně klasifikovány i interiéry.
K roku 2025 do fondů historického dědictví (Collections Patrimoniales) BNU spadala díla publikovaná před rokem 1920 (1,1 milionu); rukopisy (kolem 8 tisíc, z toho na 700 středověkých); sbírky egyptských a starověkých papyrů, tabulek, ostrak a dalších předmětů; sbírky ikonografické a kartografické; sbírky peněz a medailí a sbírky soukromé. Za čtyři pilíře akviziční politiky pro fondy dědictví BNU označuje: získávání historických dokumentů týkajících se alsaštiny a Alsaska, získávání současných dokumentů týkajících se alsaštiny a Alsaska, rozšiřování historických sbírek a zisk nových materiálů pro sbírky v oblastech, v nichž fondy knihovny vynikají.
Do současných sbírek (Collections Courantes) (k roku 2025) patřily 4 miliony dokumentů, 4 800 titulů tištěných periodik a 20 tisíc elektronických zdrojů (e-knihy, periodika, databáze atd.). Většina z nich byla dostupná na objednání, ve volném výběru bylo 150 tisíc titulů. Sbírky BNU pokrývají humanitní a sociální vědy, právo, literaturu a umění. Zvláštní pozornost pak knihovna při rozšiřování fondů dává sbírkám, které byly projektem Collex označené za výzkumné sbírky výjimečného významu (collections d’excellence pour la recherche). Jde o sbírky germanistiky, nordistiky, evropských studií, studií střední a východní Evropy (l’Europe médiane), religionistiky a sbírky starověkých objektů.
Významná je zároveň sbírka knih a objektů týkajících se Alsaska (Les Alsatiques) ve francouzštině, němčině a alsaštině. Původně vznikla s cílem nahradit dokumenty ztracené při bombardování v roce 1870. Jejím základem se stala soukromá sbírka, kterou vlastnil štrasburský tiskař a knihkupec Frédéric-Charles Heitz, čítající 28 tisíc položek. K roku 2025 se sbírka díky akvizicím, darům a právu povinného výtisku rozrostla na 200 tisíc položek.

## Status knihovny

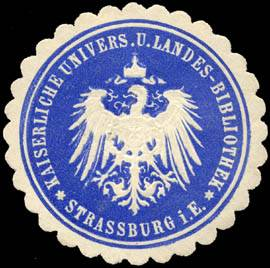
Pečeť Císařské univerzitní a zemské knihovny

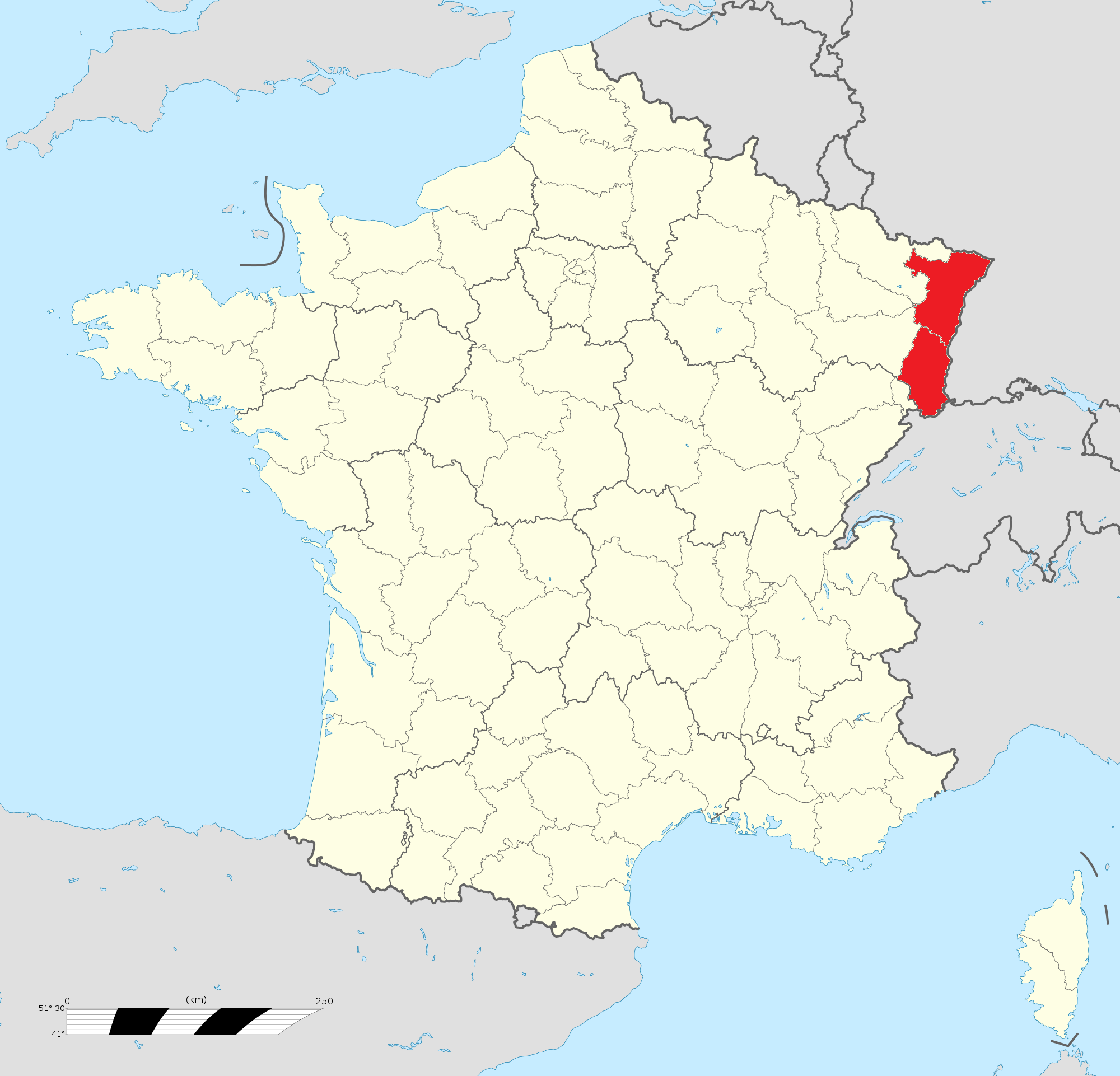
Départementy Bas-Rhin a Haut-Rhin na mapě Francie

Štrasburská knihovna nese mezi francouzskými knihovnami unikátní označení "národní a univerzitní". 
Při svém založení 9. srpna 1971 byla podle německé zvyklosti inaugurována jako "univerzitní a regionální" (Die Kaiserliche Universitäts- Und Landesbibliothek), aby její status odpovídal podobným knihovnám v Německém císařství. Knihovna patřila Alsasku-Lotrinsku a byla otevřena jak akademikům, tak běžným čtenářům. Francie po první světové válce po návratu knihovny (a území) do své správy tyto skutečnosti reflektovala novým statusem.
Namísto obnovení knihovny jako "městské", byla knihovna dekretem z 23. července 1926 označena jako "národní a univerzitní" (La Bibliothèque nationale et universitaire de Strasbourg (BNU)). Knihovna si zachovala svou právní subjektivitu (personnalité civile) a finanční nezávislost. Státem přiznaný rozpočet 400 tisíc franků výrazně převyšoval rozpočty jiných knihoven a alokace jeho poloviny byla zcela v kompetenci ředitele knihovny.
I v období po druhé světové válce zůstávala BNU jedinou regionální knihovnou s právní subjektivitou a s počtem zaměstnanců srovnatelným s pařížskými knihovnami.
Status BNU, její úkoly (coby knihovny Štrasburské univerzity a knihovny národní) a struktura byly opětovně uzákoněny dekretem č. 92-45 z roku 1992 a dále modifikovaný dalšími dekrety, jako č. 2020-1166, který vedle již existující administrativní rady knihovny definoval také novou radu vědeckou.
Na základě dekretů o povinných výtiscích z let 1993 a 2006 a dekretu specifikujícím knihovny přijímající povinné výtisky podle francouzských regionů z roku 1996 má BNU právo povinného výtisku pro publikace vydané v départmentech Bas-Rhin a Haut-Rhin přibližně odpovídajícím již neexistujícímu regionu Alsasko.

## Historie

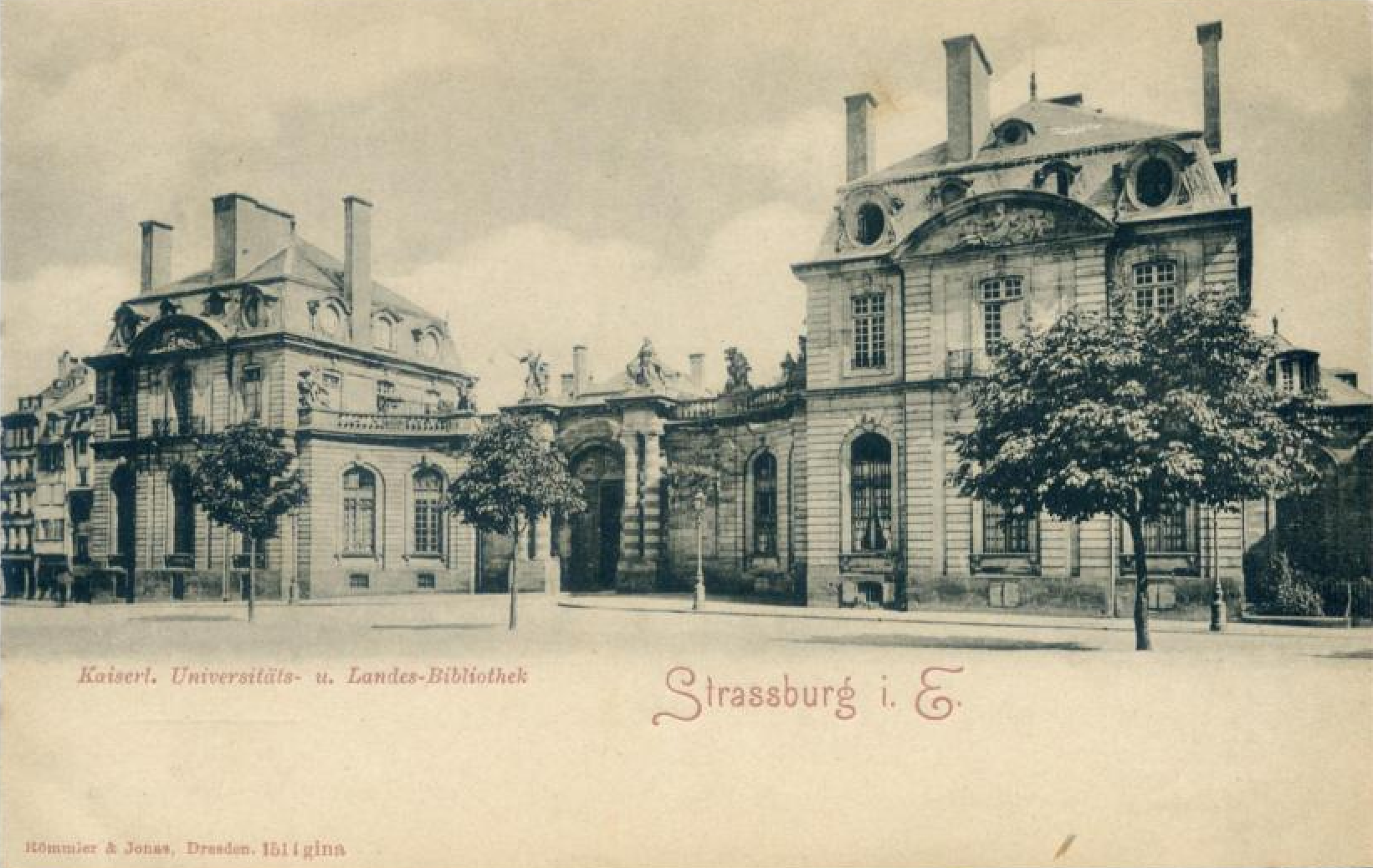
Rohanský palác ve Štrasburku, sídlo knihovny mezi lety 1871 a 1895. Pohlednice: fotograf Emil Römmler.

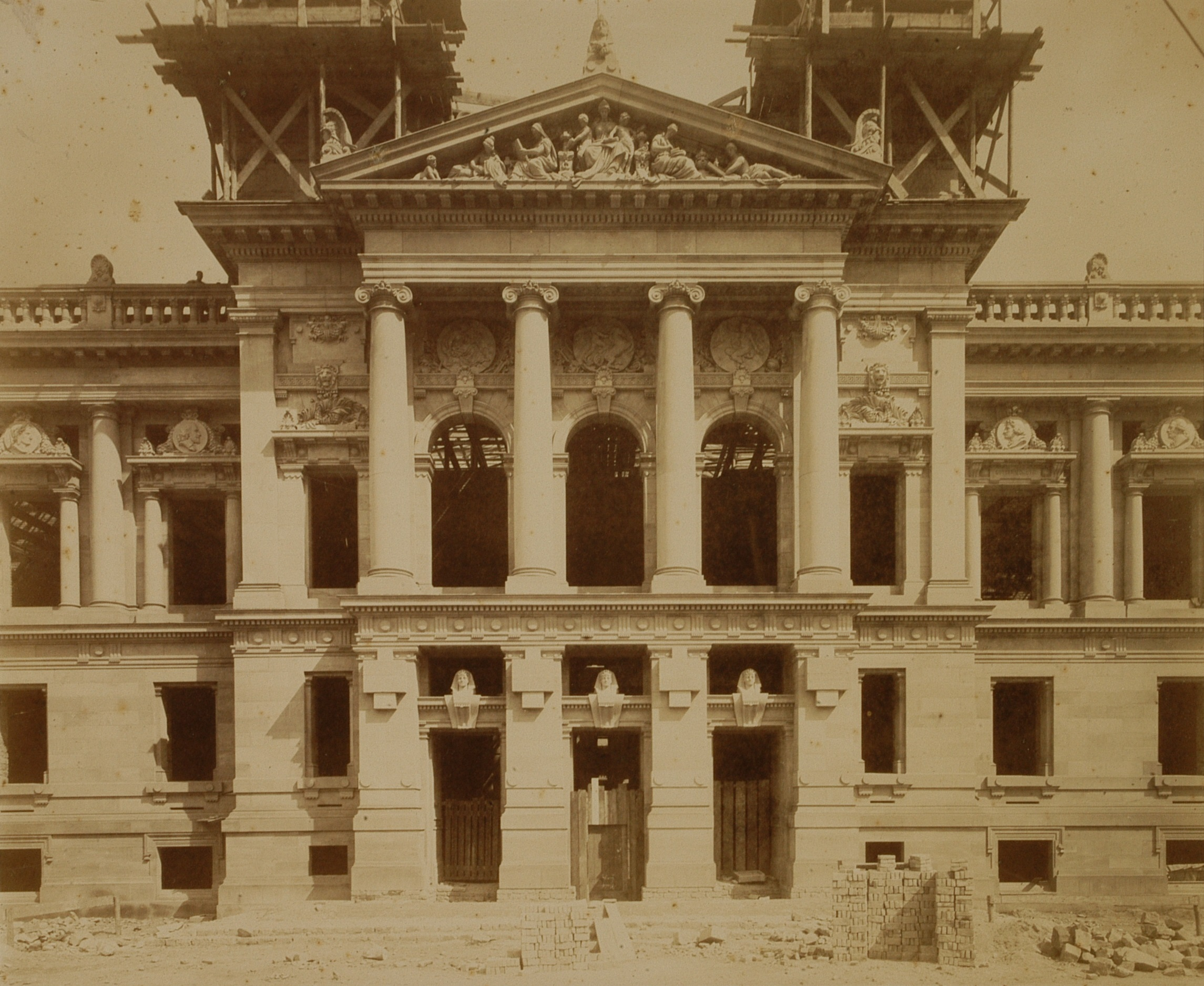
Stavba nové budovy knihovny (1889-1894)

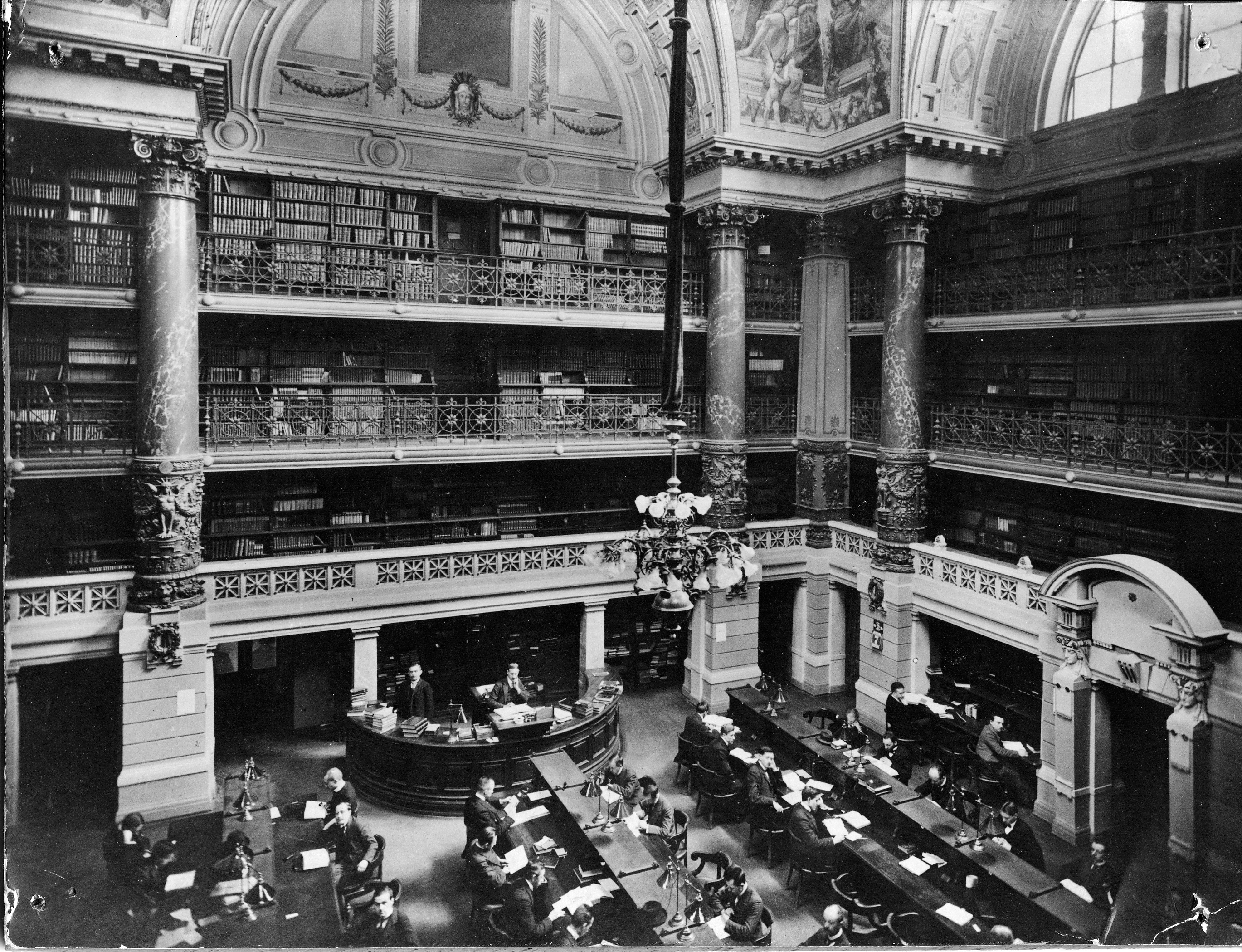
Jedna ze studoven po roce 1918

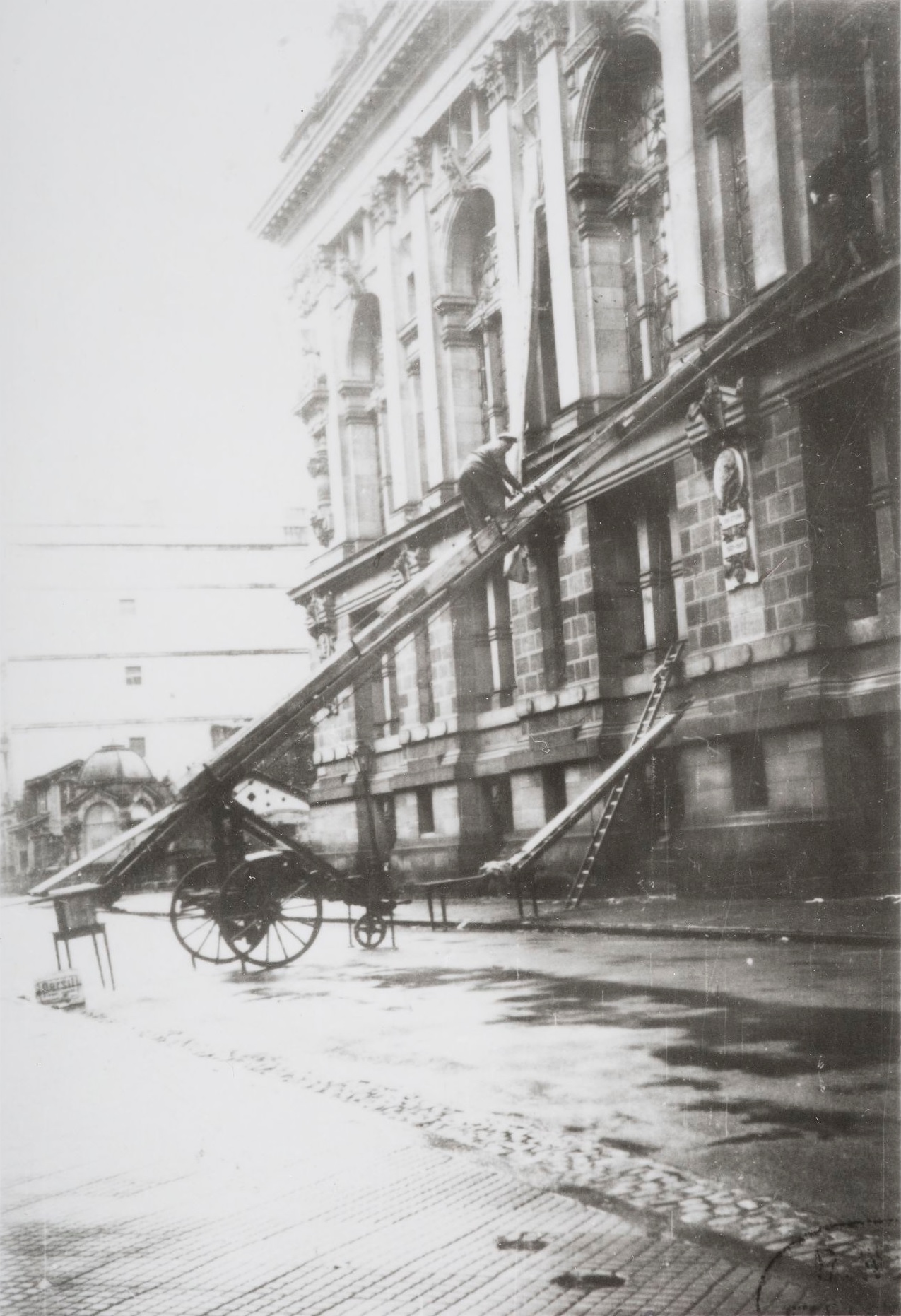
Evakuace knih z BNU (září 1939 - březen 1940)

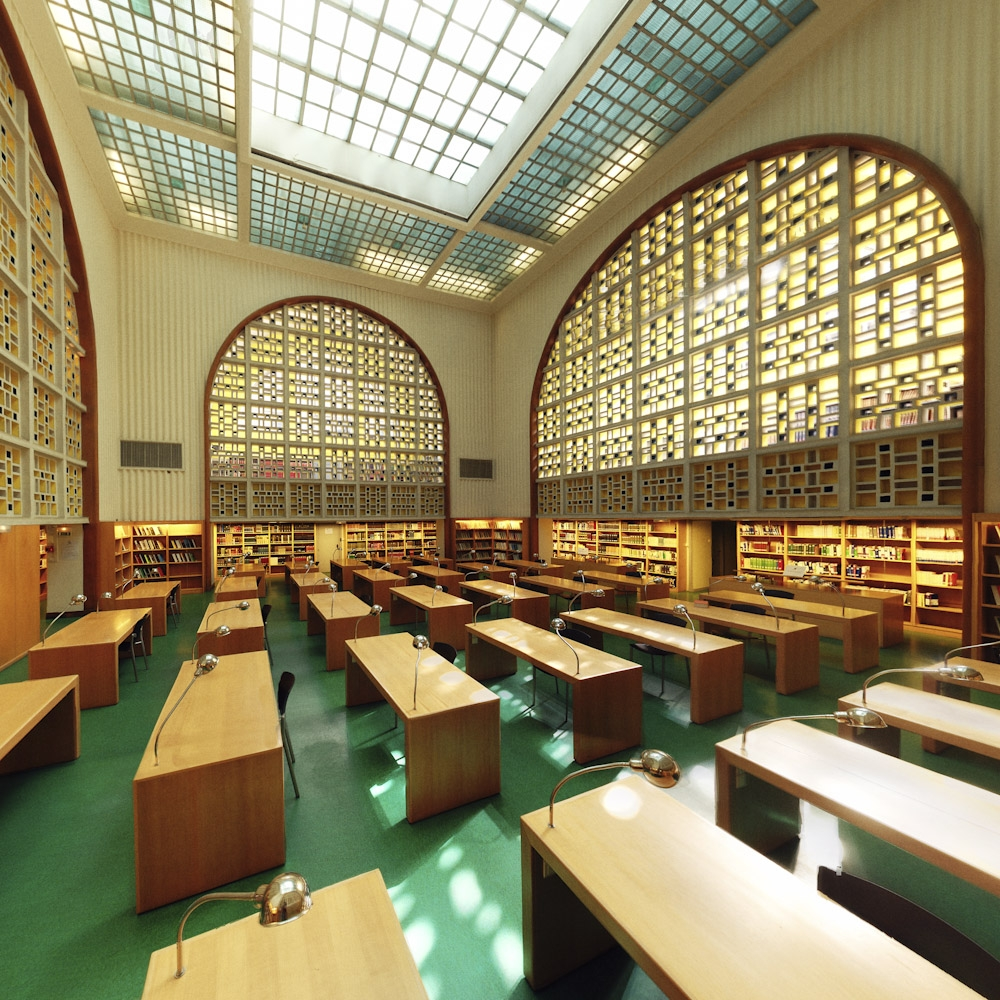
Jedna ze studoven před rekonstrukcí 2010-2014

Před Prusko-francouzskou válkou ve Štrasburku existovaly čtyři knihovní sbírky. Knihovna episkopálního semináře, nepřístupná veřejnosti, knihovna protestantského semináře, univerzitní knihovna se 40 tisíci svazky a městská knihovna s 200 tisíci svazky. Štrasburská univerzitní knihovna byla v té době společně s těmi v Paříži, Caen a Douai jednou ze čtyř univerzitních knihoven ve Francii. Městská knihovna ve 40. a 50. letech 19. století patřila mezi 341 francouzskými městskými knihovnami (včetně těch ve Francouzském Alžírsku) mezi prvních pět s nejpočetnějšími knihovními fondy. Během obléhání Štrasburku byl německým bombardováním v noci z 24. na 25. srpna 1870 zničen kostel Temple Neuf, v jehož prostorách byly uloženy sbírky knihovny protestantského semináře a městské knihovny. Kromě tištěných knih zde bylo nenávratně ztraceno také na 2 tisíce rukopisů.
Válka, v níž Francie ztratila Alsasko a Lotrinsko ve prospěch nově vzniklého Německého císařství, byla oficiálně ukončena až v roce 1871, ale dobytá území byla v německém držení de facto již dříve. Pouhý měsíc po ukončení obléhání Štrasburku, 30. října 1870, se začal německý knihovník Karl August Barack zasazovat o obnovení štrasburské knihovny. Jeho výzva se setkala s úspěchem německým i světovým a finanční i knižní dary umožnily přesun několika set tisíc svazků do budovy Rohanského paláce v roce 1871 a do nově postavené budovy ve štrasburském novém německém městě (čtvrti Neustadt) v roce 1895.
Základem fondu nové knihovny se stalo 40 tisíc svazků univerzitní knihovny. V roce 1880 už sbírky čítaly 400 tisíc položek a knihovna měla 18 zaměstnanců (v dané době nebývale vysoké číslo). Na počátku první světové války bylo ve fondu více než milion svazků, a v letech 1912-1913 knihovna, která byla nezvykle otevřená akademické obci i laické veřejnosti, zaznamenala 40 tisíc návštěv. V roce 1919 knihovna přešla opět pod francouzskou správu (stejně jako celé regiony Alsasko a Lotrinsko), což doprovázelo propouštění německých zaměstnanců a zastavení některých jejich projektů jako byly systematická klasifikace a indexace témat, či poskytování lístkového katalogu čtenářům.
Během Mnichovské krize v roce 1939 bylo rozhodnuto sbírky knihovny evakuovat do Clermont-Ferrand. Přesun trval sedm měsíců. V červenci 1940 se knihovna dostala pod německou nacistickou správu a byla přejmenována na Univerzitní a zemskou (Universitäts- und Landesbibliothek). Jedním z prvních rozhodnutí nového vedení bylo zajistit návrat odvezených knih, které začaly být dopravovány zpět už v roce 1941. V únoru téhož roku dostaly všechny vědecké knihovny v Alsasku příkaz ze svých sbírek vyřadit díla ve francouzštině i němčině od židovských, marxistických a emigrantských autorů, a francouzská díla, která nebyla "čistě vědecká" a vykazovala "politickou orientaci". Tyto knihy měly být shromážděny ve štrasburské knihovně a jejich poválečný osud je neznámý. Knihovna byla nejen shromaždištěm nacisty zabavované literatury, ale část jejích sbírek byla také převážena do německých knihoven. Například z Göttingenu bylo v roce 1946 navráceno na 40 tisíc knih a brožur a další 4 tisíce až v roce 2013, po jejich nalezení o dva roky dříve. Americké bombardování Štrasburku 25. září 1944 poničilo budovu knihovny a poškodilo zejména literární periodika a sbírky vzdělaných společností z celého světa. Na radnici v Barr, kam byly evakuovány, pak 28. listopadu při požáru shořely sbírky medicínské literatury a literatury krásných umění. Francouzské úřady po válce označily 29 knihoven za zničené a 26 včetně štrasburské za částečně zničené. Společně s dalšími 17 knihovnami byla zařazena na seznam pro prioritní obnovu fondů.
Již 24. října 1945 bylo nařízením ve Štrasburku při BNU zřízeno jedno z devíti Regionálních knihovních center (Centres régionaux de bibliothèques). Ta měla obstarávat nákupy, katalogizaci a vyhledávání dokumentů.
V říjnu 2010 byla budova knihovna uzavřena v rámci rekonstrukčního a modernizačního projektu Nová BNU (La BNU Nouvelle) v hodnotě 61 milionů eur. Znovuotevřena byla v roce 2014, s renovovanými interiéry a novými studovnami pro 660 čtenářů, velkým sálem pro výstavy či novou kantýnou.
V roce 2020 se BNU zapojila do projektu GLAM zaštítěného Nadací Wikimedia, jehož cílem je pomáhat institucím sdílet své sbírky a informace s veřejností prostřednictvím wikipedie a dalších projektů jako jsou Wikimedia Commons, wikizdroje atd.